# Serviès-en-Val
Serviès-en-Val är en kommun i departementet Aude i regionen Occitanien  i södra Frankrike. Kommunen ligger  i kantonen Lagrasse som ligger i arrondissementet Carcassonne. År 2022 hade Serviès-en-Val 207 invånare.

## Befolkningsutveckling
Antalet invånare i kommunen Serviès-en-Val
Referens: INSEE